# Небелицька сільська рада
| Небелицька сільська рада — орган місцевого самоврядування у Макарівському районі Київської області з адміністративним центром у с. Небелиця. Водоймища на території, підпорядкованій даній раді: річка Руда. Сільській раді підпорядковані населені пункти: - с. Небелиця |

## Склад ради
Рада складається з 14 депутатів та голови.

### Керівний склад ради
| ПІБ                     | Основні відомості                                                                  | Дата обрання | Дата звільнення |
| ----------------------- | ---------------------------------------------------------------------------------- | ------------ | --------------- |
| Бабенко Любов Василівна | Сільський голова, 1956 року народження, освіта, член Соціалістичної партії України | 26.03.2006   | 31.10.2010      |
| Бабенко Любов Василівна | Сільський голова, 1956 року народження, освіта вища, член Партії регіонів          | 31.10.2010   |                 |

Примітка: таблиця складена за даними джерела